# José Cervi
José Cervi (Parma, 1663 - Madrid, 1748) fue un médico, botánico y farmacéutico italiano que estuvo al servicio de la Corona española como médico de Cámara. Fue uno de los médicos ilustrados que contribuyó a la creación de la Real Academia Médica Matritense, que posteriormente se convertiría en Real Academia Nacional de Medicina.

## Biografía
Profesor de Anatomía en la Universidad de Parma, José Cervi llegó a España en 1714 con la princesa Isabel de Farnesio, segunda esposa de Felipe V y madre de Carlos III. Poco después fue nombrado médico de cámara, presidente del Protomedicato y Protomédico de los Reales Ejércitos. Fue protector de la Regia Sociedad de Sevilla, así como de la Real Academia Médica Matritense, siendo su primer presidente. Promovió la enseñanza de la Anatomía con los criterios más avanzados. Muchos de los anatomistas y cirujanos de la época como Martín Martínez, José Marcelino Ortíz Barroso o Pedro Virgili, le dedicaron sus obras. Contribuyó a la traducción de los textos del anatomista y botánico alemán Lorenz Heister que fue conocido entonces en España.
En Sevilla consiguió la colaboración de los anatomistas franceses Blas Beaumont Verdier y Guillermo Jacobe con la Regia Sociedad de Sevilla.
José Cervi falleció en Madrid en 1748.